# 圣亚本田圣殿

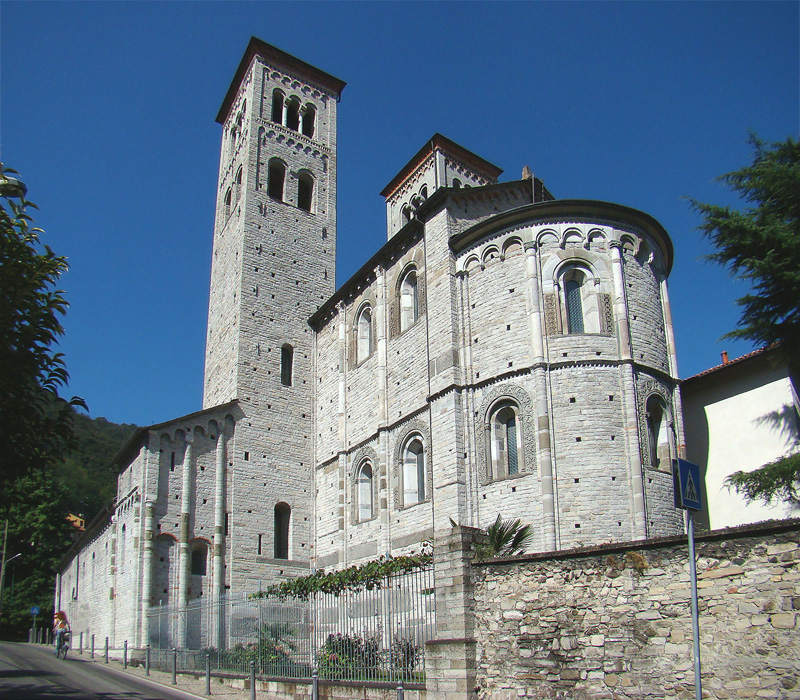
后殿区

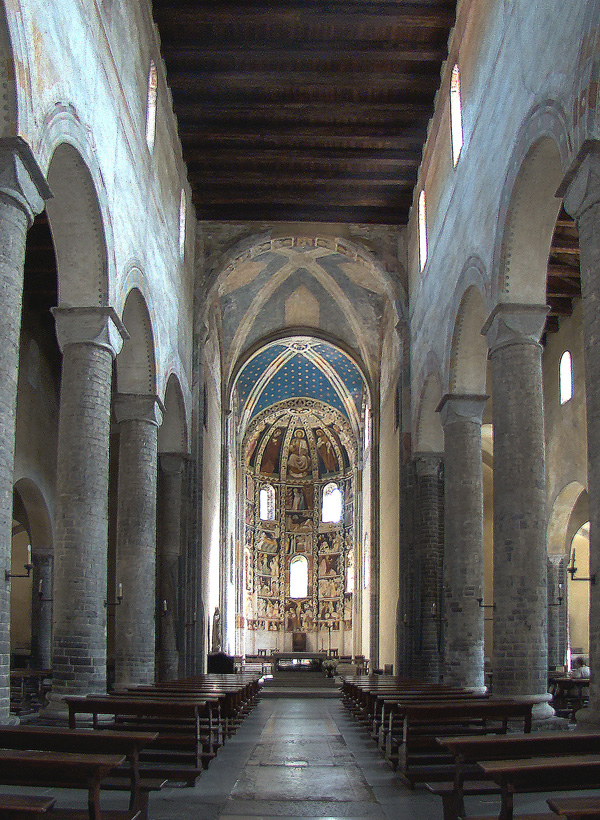
内部

圣亚本田圣殿（Basilica di Sant'Abbondio）是一个罗马天主教宗座圣殿，位于意大利北部伦巴第大区的科莫城。
该堂兴建在5世纪圣伯多禄圣保禄教堂的遗址上，位于城墙外一公里处，保存从罗马带回两位圣徒的一些圣髑。
该堂作为主教座堂直到1007年。此后主教座堂迁入城内，该堂则归属本笃会，并在1050-1095年间，重建为罗马式风格。有两个醒目的钟楼。新堂供奉亚本田，教宗乌尔班二世于1095年6月3日为其祝圣。
早期教堂在1863年发现，用黑色和浅色的大理石在路面标出。